# Erloy

Erloy este o comună în departamentul Aisne din nordul Franței. În 1 ianuarie 2022 avea o populație de 100 de locuitori.